# Vườn quốc gia Bikin
Vườn quốc gia Bikin (tiếng Nga:  (национальный парк «Бикин»)) là một vườn quốc gia được thành lập vào ngày 3 tháng 11 năm 2015 để bảo vệ khu vực rừng hỗn giao lớn nhất còn lại ở Bắc bán cầu cũng như 10% số lượng loài Hổ Amur hoang dã trên thế giới có mặt tại đây. Vườn quốc gia cũng được thành lập với mục đích bảo vệ văn hóa của 600 cư dân bản địa lưu vực sông Bikin sống trên khu vực này, họ là những người Udeghes và Nanai. Do kích thước của nó với những cánh rừng nguyên sinh, và đặc trưng của nó như là một rừng mưa ôn đới, vườn quốc gia này có một vị trí quan trọng như là một trung tâm đa dạng sinh học cả về động vật và thực vật. Về mặt hành chính, nó nằm tại Pozharsky, Primorsky thuộc Viễn Đông của Nga, trên sườn phía tây của dãy Sikhote-Alin. Thung lũng sông Bikin cũng được công nhận là Di sản thế giới của UNESCO như là một phần mở rộng của Sikhote-Alin vào năm 2018.

## Mô tả
Sông Bikin chảy theo hướng tây xuống sườn phía tây của Trung Sikhote-Alin, nối liền lưu vực sông Amur ở phía tây đến vùng Primorsky ở phía đông. Các lưu vực thoát nước của Bikin chạy qua một miền núi cô lập, bao phủ bởi rừng lá kim hỗn giao và rừng rụng lá, đổ vào sông Ussuri và sau đó là Amur và đổ ra Biển Okhotsk.
Với hơn 1.160.000 ha (4.500 dặm vuông), rừng tại đây không bị gián đoạn, cung cấp một nơi trú ẩn cho một số lượng lớn các loài dễ bị thương tổn. Tại đây ghi nhận 51 loài động vật có vú và 194 loài chim.
Vườn quốc gia mang khí hậu lục địa ẩm ướt theo Phân loại khí hậu Köppen với sự chênh lệch nhiệt độ theo mùa lớn, mùa hè nóng và có thể ẩm ướt còn mùa đông lạnh.